# Homossexualidade adquirida
A homossexualidade adquirida é a ideia de que a homossexualidade pode ser disseminada, seja por meio da sedução sexual ou do recrutamento por homossexuais, ou por meio da exposição à mídia que retrata a homossexualidade. Segundo essa crença, qualquer criança ou jovem poderia se tornar homossexual se exposto a ela; inversamente, por meio da terapia de conversão, uma pessoa homossexual poderia se tornar heterossexual.

## Evidência científica
Embora ainda não haja uma compreensão completa das causas da orientação sexual, as evidências que sustentam as causas biológicas são muito mais fortes do que as que sustentam os fatores sociais, e há pouca ou nenhuma evidência que sustente a teoria de que a homossexualidade pode ser adquirida por meio do contato sexual com adultos homossexuais. Em contraste, há evidências de que as atrações homossexuais precedem o comportamento, geralmente em alguns anos, na maioria dos casos. Bailey et al. afirmam que "a crença na hipótese do recrutamento tem sido frequentemente associada a atitudes fortemente negativas em relação a pessoas homossexuais", e aqueles que apresentam este argumento geralmente não explicam uma base empírica para esta crença.

## História
Em seu livro Epistemologia do Armário, Eve Kosofsky Sedgwick distingue entre a visão minoritária e universalizante da orientação sexual; de acordo com a primeira visão, a homossexualidade é uma propriedade de uma minoria relativamente estável, enquanto de acordo com a última visão, qualquer pessoa pode potencialmente se envolver na homossexualidade. A visão original era universalizante, enquanto as ideias sobre a homossexualidade ser uma preferência sexual fixa se desenvolveram na segunda metade do século XIX, propostas independentemente pelo ativista gay Karl Heinrich Ulrichs, pelo psiquiatra francês Claude-François Michéa e pelo médico alemão Johann Ludwig Casper. No início do século XX, a ciência sexual alemã mostrou que muitos meninos adolescentes praticavam comportamentos homossexuais (como beijos, abraços, carícias e masturbação mútua) por alguns anos; o desenvolvimento saudável era considerado como abandono desses comportamentos quando eram mais velhos. Acreditava-se que a incidência de comportamento homossexual entre adolescentes havia aumentado após a Primeira Guerra Mundial, sendo uma das explicações mais populares que homens homossexuais adultos (pessoalmente ou por meio de publicações voltadas para gays) haviam causado o aumento. Esta teoria era popular entre o público em geral, mas também entre psicólogos e psiquiatras que tratavam de jovens.
Com base nas teorias de Karl Bonhoeffer e Emil Kraepelin, os nazistas acreditavam que os homossexuais seduziam os jovens e os infectavam com a homossexualidade, alterando permanentemente a orientação sexual e impedindo que os jovens se tornassem pais. A retórica descreveu a homossexualidade como uma doença contagiosa, mas não no sentido médico. Em vez disso, a homossexualidade era uma doença do Volkskörper (órgão nacional), uma metáfora para a comunidade nacional ou racial desejada (Volksgemeinschaft). De acordo com a ideologia nazista, a vida dos indivíduos deveria ser subordinada ao Volkskörper como células no corpo humano. A homossexualidade era vista como um vírus ou câncer no Volkskörper porque era visto como uma ameaça à nação alemã. O jornal da SS Das Schwarze Korps argumentou que quarenta mil homossexuais eram capazes de “envenenar” dois milhões de homens se fossem deixados à solta.

## Consequências
A crença de que a homossexualidade era adquirida por meio do contato sexual foi uma das ideias que alimentaram a perseguição aos homossexuais na Alemanha nazista. Por causa das organizações exclusivamente masculinas para meninos e homens jovens, como a Juventude Hitlerista, SA e SS, os nazistas temiam que a homossexualidade se espalhasse rapidamente na ausência de uma repressão severa. Os assassinatos da Noite das Facas Longas foram justificados por alegações de repressão a supostos grupos homossexuais na África do Sul. Adolf Hitler afirmou posteriormente que "toda mãe deveria poder enviar o seu filho para a SA, para o Partido ou para a Juventude Hitlerista sem medo de que ele fosse eticamente ou moralmente corrompido lá".
Um estudo de 2018 nos Estados Unidos descobriu que expor os participantes a informações científicas sobre as causas da homossexualidade não alterou o apoio aos direitos LGBT.

### Leis sobre a idade de consentimento
A crença de que é possível se tornar homossexual por meio do contato sexual com uma pessoa do mesmo sexo foi citada para justificar a fixação de uma idade de consentimento mais alta para atos homossexuais do que para atos heterossexuais. Foi o que aconteceu na Bélgica, no Reino Unido, e na Alemanha, tanto na era de Weimar como na Alemanha Ocidental.
No caso S. L. v. Austria de 2003 do Tribunal Europeu de Direitos Humanos, o tribunal decidiu que "a ciência moderna demonstrou que a orientação sexual já estava estabelecida no início da puberdade", desacreditando, portanto, o argumento do recrutamento. O tribunal concluiu, portanto, que a diferença de idade de consentimento para relações homossexuais masculinas era discriminatória e violava os direitos humanos do requerente.

### Censura
A crença de que a homossexualidade pode ser adquirida através da leitura sobre ela na mídia foi citada como justificativa para a censura da mídia focada em LGBT na República de Weimar no Reino Unido com a lei da Seção 28 destinada a impedir que os jovens aprendam sobre a homossexualidade, e na Hungria do século XXI (a lei húngara anti-LGBT) e na Rússia (a lei russa de propaganda gay).

### Discriminação no emprego
A crença de que a homossexualidade pode ser adquirida tem sido citada para promover proibições ocupacionais diretas para homossexuais conhecidos, por exemplo, na educação, bem como a rejeição de leis antidiscriminatórias que abrangem a orientação sexual. Em 1977, a activista anti-gay Anita Bryant afirmou durante a campanha Save Our Children: "Os homossexuais não se podem reproduzir, por isso devem recrutar".

## Opinião pública
Na República de Weimar, havia uma crença generalizada entre os alemães de que a homossexualidade não era inata, mas sim adquirida. Na Rússia, uma pesquisa descobriu que 61 por cento das pessoas acreditam que a homossexualidade é adquirida, enquanto 25 por cento acreditam que é inata.

## Trabalhos citados
- Giles, Geoffrey J. (2010). «The Persecution of Gay Men and Lesbians During the Third Reich». The Routledge History of the Holocaust. [S.l.]: Routledge. pp. 385–396. ISBN 978-0-203-83744-3
- Moss, Kevin (2021). «Russia's Queer Science, or How Anti-LGBT Scholarship is Made». The Russian Review. 80 (1). pp. 17–36. doi:10.1111/russ.12296
- Sedgwick, Eve Kosofsky (1990). Epistemology of the Closet (em inglês). [S.l.]: University of California Press. ISBN 978-0-520-07874-1
- Snyder, David Raub (2007). Sex Crimes Under the Wehrmacht (em inglês). [S.l.]: University of Nebraska Press. ISBN 978-0-8032-0742-4
- Vendrell, Javier Samper (2020). Seduction of Youth: Print Culture and Homosexual Rights in the Weimar Republic (em inglês). [S.l.]: University of Toronto Press. ISBN 978-1-4875-2503-3
- Whisnant, Clayton J. (2016). Queer Identities and Politics in Germany: A History, 1880–1945 (em inglês). [S.l.]: Columbia University Press. ISBN 978-1-939594-10-5
- Zinn, Alexander (2020). «»Das sind Staatsfeinde« Die NS-Homosexuellenverfolgung 1933–1945» ["They are enemies of the state": The Nazi persecution of homosexuals 1933–1945] (PDF). Bulletin des Fritz Bauer Instituts. pp. 6–13. ISSN 1868-4211